# Gary Turner (cestista)
Gary Dale Turner (Fort Worth, 23 novembre 1942 – Burleson, 8 giugno 2023) è stato un cestista statunitense, professionista nella ABA.

## Carriera
Venne selezionato dai Boston Celtics al terzo giro del Draft NBA 1966 (28ª scelta assoluta).
Disputò due partite con gli Houston Mavericks nella stagione ABA 1967-68.